# Унижение (фильм)
«Унижение» (англ. The Humbling) — кинофильм режиссёра Барри Левинсона, вышедший на экраны в 2014 году. Экранизация одноимённого романа Филипа Рота.

## Сюжет
Стареющий актёр Саймон Экслер находится в глубоком духовном и творческом кризисе. После суицидального приступа, случившегося с ним прямо во время спектакля, он решает завершить актёрскую карьеру. Саймон считает, что утратил талант и не может быть по-настоящему убедительным. Более того, ему становится всё труднее различать, когда он играет, а когда остаётся самим собой. Тяжёлая депрессия приводит его в психиатрическую клинику, после месяца пребывания в которой он должен научиться жить жизнью обычного пенсионера. Однажды в его доме появляется молодая женщина по имени Пигин, дочь старых знакомых Саймона. Пигин, которая в детстве была влюблена в Экслера и которая все последние годы вела жизнь лесбиянки, вовлекает одинокого старика в неожиданный и странный роман.

## В ролях
- Аль Пачино — Саймон Экслер[3]
- Грета Гервиг — Пигин Майк Стэплфорд
- Нина Арианда — Сибил
- Дилан Бейкер — доктор Фарр
- Чарлз Гродин — Джерри, агент Саймона
- Дэн Хедайя — Аса, отец Пигин
- Билли Портер — Принс/Присцилла
- Кира Седжвик — Луиза Треннер
- Дайан Уист — Кэрол, мать Пигин
- Мэри Луиза Уилсон — миссис Ратледж